# LEX (ラッパー)
LEX（レックス、2002年5月1日 - ）は、日本のラッパーである。LANAは実の妹である。

## 生い立ち
2002年に神奈川県湘南地域で誕生する。音楽好きの家庭で育ったこともあり、物心ついたときから音楽に興味を持っていた。3歳のときからヒップホップ・ダンスを習いはじめ、幼稚園のころにはジャスティン・ビーバーをよく聴いていた。幼少期のLEXはおとなしい子供だったものの、アーティストを「スーパーヒーローみたいな目線で」見ており、ステージで自分が歌うことを夢想するだけで鳥肌を立てることもあった。
最初にラップしたのは4歳のときで、当時カートゥーン・ネットワークで放映されていた『BEN 10』のオープニングを姉が真似したことがきっかけだった。また、初めて楽曲を作ったのは6歳のときで、フィンガー5の替え歌を姉と妹の3人でパート分けして歌った。人前でマイクを握ったのは小学3年生のとき、ヒップホップ・ダンスの教室で音楽のラップパートを担当したのが初めてだった。

LEXの父親は、彼が生まれたときにはすでに家庭におらず、LEXの家庭は父親の残した借金を背負っていた。数年後、LEXにできた2人目の父親はアメリカのオレゴン州出身の人物で、「レックス」という名前だった。しばしば母親に暴力をふるったレックスは、彼にとって「俺の人生で最大に大切で大嫌いな人」であった。一方で、生みの父親を知らないLEXにとって、「父親をやってくれた」彼は思い入れのある、忘れられない人物でもあった。「LEX」というアーティスト名は、故郷のオレゴン州に逃げ、「今はもうどこに住んでるかも分からない」、この2人目の父親に由来するものである。
| 「              | ある日夜中、僕が寝ようとしたんすかね。そしたら下ですごい大きな物音がして。なんだろう、って思って。小学2、3年の頃なんですけど。朝方行ってみたんですよね。びっくりして。そしたら下の部屋がぐちゃぐちゃになってて、えーっと思ったら、そのぐちゃぐちゃの中に、机の下くらいにお母さんがいて、えーっみたいな。「大丈夫？」って、ポンポンってやって。こっちに顔向けたんですよ。そしたら、目も開かなくて。すごい腫れちゃってて。目も開かないし、口も切れてるし。結局レックスのDVだったんですけど。それはもう泣いちゃいましたね。大号泣だったっすね。可哀そうだったし、守ってあげられなかったし。その頃からっすね。その親の顔を見た頃から。強くなんなきゃなって思ってたし、その復讐心っていうか、そういう気持ちが、俺の活動源というか。今動けてるこの源の一部でもあるので。 | 」 |
| —LEX(lute 2019) | |    |

LEXはフィーチャーフォンを買ってもらった当時、携帯電話のボイスレコーダーに「存在していない歌」を録音することを趣味としていた。小学生のとき、好きだった女の子にその歌を聴かれてしまったLEXは恥ずかしがるも、その曲は彼が思った以上に高評価を得た。小学2年生ごろにダンスをやめ、バスケットボールをはじめる。その頃からブラック・アイド・ピーズをはじめとするUSのヒップホップ、日本語ラップではDOWN NORTH CAMPなどを聴いていた。また、中学生のときに観た2pacの映画や、エミネムの映画も、彼に影響を及ぼした。
中学1～2年生のころ、「グレようと思った」LEXは、バイクに乗って喧嘩に明け暮れる毎日を送る。しかし、平塚のたまり場でヤクザに焼きを入れられたことを契機として、ヤンキーをやめることとなる。中学3年生のころからは「ダメなドラッグ」にはまりはじめる。中学2年生までは「クラスの中でも活発な方」だったLEXは、薬物を始めてから「とんでもないダークな感じの人」になり、周囲から心配された。

## キャリア

### 1stアルバム『LEX DAY GAMES 4』のリリースまで
以前より音楽に興味を持っており、友人とフリースタイル・ラップをして遊んでいたLEXは、C.O.S.A.やKID FRESINOのビートメイク動画に影響を受ける形で、14歳の終わりごろからビートを作りはじめた。当初、LEXはIPadのGarageBandで楽曲をつくったものの、最初の一曲目は彼いわく「何だこれ」というような、「すげー変な曲」になった。当初はDJを目指していたものの、機材について調べるうちに、アーティストとして自ら楽曲を作ろうと考えるようになったという。
最初に発表した楽曲はXXXTentacionの『Look At Me』のリミックスで、2017年3月11日にSoundCloudにアップロードした。「Youtubeにノリで動画を上げるような感覚」だったという。周囲から楽曲制作を馬鹿にされることがあり、LEXは自分の音楽に自信を持っていたため、「なんでみんな俺の才能に気付かねえんだろう？」と苛立つこともあったと述べている。しかし、この曲が「けっこう横浜ローカルのアンダーグラウンドで広がって」いったことから、LEXは自分の可能性を再認識した。
音楽をはじめたころに付き合いはじめた彼女が亡くなったことなどを理由に、「凄い鬱」になったLEXは、2018年頃、川崎で投身自殺を試みる。救急車で搬送された彼は息を吹き返し、「自分にはやることがあるから死ねなかったのではないか」という使命感を覚えるようになる。
LEXはSoundCloudで頭角を現し、2018年8月22日に同サイトに投稿した『Captain Harlock』は、2019年5月当時で10万回以上再生された。また、ライブでも同世代のリスナーを中心に熱量の高い支持を獲得する。TuneCore Japanいわく、彼は10代を中心とするアーバン・ストリートミュージックシーンにおける新たな担い手として注目されるようになった。
2019年4月26日には1stアルバムである『LEX DAY GAMES 4』を発表する。先行発表した「STREET FIGHTER 888」はエレクトロ・ミュージックをはじめとする他ジャンルの音楽をヒップホップに落とし込もうとする取り組みのなかで生まれた、彼によれば「この曲ができた時にはじめて『アルバムを作ろうかな』って思えた」楽曲だった。アルバムのテーマ設定には映画『レディ・プレイヤー1』の影響を強く受けており、ジャケットも同映画のオマージュとなっている。
| 「                      | 「レディ・プレイヤー1」って主人公はゴーグルをつけてゲームの世界に行くんですけど、もうゲームの中の方が現実よりリアルっていう世界観なんですよね。それを今の世の中で考えた時に、今ってみんな、特に若い子はもはやゲームの世界に生きてるなって感じるんです。だからこそ、目でしか見えないものにとらわれずに、今みんなが見てるこのゲームの世界からゴーグルを外して魂を開放してみたらどうかなっていう意味合いをこのアルバムに込めています。少しスピリチュアルな話かもしれないんですけど。そういうコンセプトの作品です。 | 」 |
| —LEX(THE MAGAZINE 2019) | |    |

### 2ndアルバム『!!!』のリリース
LEXは1stアルバム制作の直後から2ndアルバムの制作に取り掛かった。「曲が無いっていう状態に焦りを感じる」と述べ、多いときには1週間に8曲つくることもあったLEXは、次第に曲を作るスピードよりも品質や内容を意識するようになり、楽曲制作のペースは1か月に3曲から4曲程度にまで落ち着いた。
また、LEXは作るアルバムごとに楽曲のテーマに変化をつけたいと考えており、前回の「フューチャーサウンド」を意識したアルバムとは対照的に現実に目を向けた制作を心がけようと考えた。また、音の面についても、前アルバムとは異なる「ハードなサウンド」の楽曲づくりを行った。2ndアルバムの『!!!』は2019年12月21日にリリースされた。前回のアルバムが自主制作盤だったのに対し、同アルバムは田我流やゆるふわギャングなどが所属するレーベルであるMary Joy Recordingsからのリリースだった。
LEXが『!!!』の「芯」でありメインソングと考えたのは、アルバム1曲目の「STAR」であった。政治的なことも含めた「人としてのレベル」に対する不満を語った同曲もふくめ、同アルバムでは「差別」や「偏見」がテーマのひとつとなった。また、「革命」をアルバムのキーワードに位置づけており、アルバムジャケットにもそのコンセプトが反映された。
| 「                       | 横須賀に黒人の人が多くいる地域があって、そこにいるとアジア人が笑われたり。逆に、僕の地元では黒人だとバイトが受からないとかがいまだにあって。そういうのに対して日々思っていることがあったりしたので。 | 」 |
| —LEX(Rolling Stone 2019) | |    |

『!!!』の発表後、LEXは2020年2月21日より初の国内ツアー『STAR TOUR 2020』を開催するも、このツアーは3月、新型コロナウイルス感染症の世界的流行の影響で延期のち中止になってしまう。これをうけ、LEXは4月15日にEP『NEXT』をリリースした。コロナウイルスが生み出した自粛ムードのなかで空いたスケジュールを埋めたいという考えのもと制作されたEPであり、「世界中がネガティヴなヴァイブに溢れる中、一刻も早く新作を届けたいという思い」からリリースされた。

### 3rdアルバム『LiFE』のリリース
3rdアルバムの制作は『NEXT』のリリース直後から行われた。コロナウイルス感染症の流行は彼の周囲のラッパーにも大きな影響を与え、歌詞が書けなくなったり、地元に帰る選択をした者もいた。こうした空気の中、LEXは部屋の中で1人自分と向き合う一方で、「人との関係が途切れているな」という思いから、「逆に積極的に他人と繋がろうとしたり」した。3rdアルバムの『LiFE』は2020年8月26日にリリースされた。『LiFE』の土台となった楽曲は、アルバム1曲目の「Sexy!」であった。
| 「              | 『NEXT』は自粛期間に入ってからすぐに作ったもので、短いスパンでの製作だったので内容もすごく攻撃的になりました。そこからしばらく自分の人生を見つめなおした時期があって。その期間に自分の身に幸せなことも、どん底に落ちることも両方降りかかってきたりしたんですね。そんな状況で作ったのがアルバムの最初のトラックである「Sexy!」で。これを作った後に、自分のどん底に起きた感情と一番幸せな時の感情を両方持ち合わせた作品を作りたいなって思ったので、アルバムタイトルを『LiFE』にしました。 | 」 |
| —LEX(i-D 2020b) | |    |

同曲をつくったLEXは、アルバムの中で人生における喜怒哀楽を表現したいと考え、アルバムの収録曲名を決めたのち、自分のビジョンを実現するために「尊敬してるOGの方とか先輩の方」をふくめた様々なアーティストに声をかけた。その結果、アルバムに収録された曲は17曲となり、客演の幅も大きく広がった。LEXは以前より自宅で楽曲を制作することが多く、同アルバムの客演も基本的にはオンラインで行われた。
LEXはアルバム制作を通してもっとも印象に残った経験のひとつとして、「あなたの幸せが1番」の収録を挙げている。同曲はLEXがつくった楽曲としては初めての、日本語をタイトルとしたものだった。同曲は英語と日本語を組み合わせた歌詞をラップスタイルの特徴とする彼が、日本語での作詞を心がけて作ったものだった。同曲のレコーディング中、LEXは感情が乗りすぎてしまい、涙が止まらなくなってしまったという。自らの歌詞で涙してしまうのは、彼にとって初めてのことだった。日本語で歌詞を書く方がより感情をさらけ出しやすいという思いから、同アルバム以来、LEXは日本語を好んで用いるようになった。

ラップをはじめた当初、LEXは「お金をいっぱい手に入れて好き勝手やる」ことを目標としていたが、実際に成功を手にした彼は「これが本当に欲しかったのかな」という考えを持つようになった。LEXは将来の目標や夢のために生きるのではなく、今の喜びや楽しみのために生きること、良い人間として生きることに価値を見出すようになった。『LiFE』の制作を通して、LEXは「自分の表現の仕方とか歌詞の書き方」が変化し、「今回のアルバムはすごくクリーンで、何か無駄なものが削ぎ落とされたような感じが」したと述べた。
| 「              | 昔は本当に悔しい人生だったんす。貧乏だったり、イジメにあったり、色んな奴らに使われたり、保育園の友達の親から『汚い、遊ぶな』とか言われてて、そいつらを見返したいなって最初は始めました。でも憎しみから生まれた物ってそううまくいかないんすよ。だから最近は音楽に救われて、今は人々に感動を与えたいって考えてます。 | 」 |
| —LEX(i-D 2020a) | |    |

### 4thアルバム『LOGIC』のリリース
2021年7月8日にロンドンのラッパーであるBexeyとのコラボEP、『LEXBEX』をリリースする。また、同月28日には『COSMO WORLD』を発表する。同郷であるOnly U・Yung sticky womとの共作であり、ミキシングとマスタリングはKM、アートワークはAutomaticが手掛けた。Only UはLEXが中学生のときからの友人であり、サイファー近くのスリーエフで出会ったという。また、Yung sticky womはOnly Uが紹介したラッパーであった。LEXいわく、3人はレコーディングの際、自分が何をすればよいかを完全に理解しているといい、アルバムはすぐに完成した。アルバム制作中にインスタライブで公開された「STRANGER」はファンによりYoutubeにリークされ、公開前から数十万回再生された。
4thアルバム『LOGIC』は9月29日にリリースされた。それまでは恋愛や女性を意識して歌うことが多かったLEXは、成長のなかで恋愛とは別に感じる愛や幸せの存在に気づいたといい、同アルバムではそうした愛を歌った曲が増えたという。『LOGIC』は国内で最も競争の激しいチャートともいわれるApple Musicアルバム総合チャートでトップとなった。
また、アルバムのリリースに先んじ、シングルとして8月4日に公開された「なんでも言っちゃって」はTikTokを中心としてバイラルヒットし、同曲のフックでもある「なんでも言っちゃって」はegg流行語大賞2021の9位にもランクインした。同曲の客演に招かれたJP THE WAVYはLEXいわく「偉大な先輩」であり、プライベートでの親交も深いという。LEXはこの曲をまっすぐでシンプルなメッセージ性の曲として作ったといい、前述のフックについても「いい歌詞を書いたな」と話している。
2022年3月23日にはSoundCloudに投稿していた初期音源と未発表曲をまとめた『20 (Complete Mixtape)』をリリースした。LEXが10代として最後に発表するアルバムである。LEXは自らの10代を「めちゃくちゃだった」といい、繰り返したくはないと語った。
| 「                       | まあ不安は多少あります。でも楽しみなことの方が多いし、結構人って、年齢で決めつけるのが結構好きだけど、何歳になっても挑戦はしてたいなと思います。 | 」 |
| —LEX(ABEMA HIPHOP 2022a) | |    |

## 人物
姉はダンス講師で、妹はシンガーのLANA。地元の友人を中心とするクルーである「S.O.G」の一員である。楽曲を作らないメンバーもいるが、クルーのうち8～9人ほどが楽曲制作に取り組んでいる。
身長180cm。散歩を日々のルーティーンとしている。毎月20万円分ほどの洋服を買っており、好きなブランドとしてA NOT FOR SALEとDEEPRIVERを挙げている。全身にタトゥーを入れている。腹にはLil Peepと同じサークルAを入れているほか、首には蝶を彫っている。「蝶々を潰した次の日に火山が起きる」ということわざに由来するという。また、腕には亡くなった彼女を歌った楽曲の名前である「Flower」の文字を彫っている。

### 楽曲制作
主にiPadの専用インターフェイスを使って、収録からミックスまですべて自分の家で行っている。先にフリースタイルでメロディをつくってから、そのメロディに歌詞を流し込むようにして楽曲を作っている。リリックの作り方については、「歌詞は自分の脳みそみたいなものなので、自分でもわからない」と述べている。ビートは自分で作るほか、YoutubeやBeatstarsなどを通して購入した既存のトラックを使うことや、友人から送ってもらった曲を使うこともある。
基本的には自分の生い立ちやまわりで起こったことをもとに楽曲を制作しているものの、そうした自らが体験した出来事の過酷さそのものを語ることにはあまり興味を持っていないと語っている。楽曲制作は「感情が100%表に出てる」ときに行っており、「自分の人生の落書き帳」となっているという。
音楽は「救いや癒し」であり、楽曲制作は「瞑想」であると考えている。「例えば、ティーンのあいだで流行ってるドラッグがあったとして、そういうのを使ってるティーンの感情をさらけ出したい」と、同世代の気持ちを代弁することを心がけつつも、彼らの心情のなかにある「鎖」や「眼鏡」を音楽を通して外し、気持ちを塗り替えたいとも考えており、また、「音楽なんだけど音楽じゃないものを作りたい」「革命というか、そういう感じの爆発的な曲を作れたらなと思っている」とも語っている。一方で、『LiFE』をリリースした2020年には、「自分のやりたいことをやっていれば、広い世代に届くんじゃないか」という考えから、世代についてはあまり考えないようになったとも述べている。

## 評価
TuneCore Japanは1stアルバムの『LEX DAY GAMES 4』について、グローバルなトレンドを同時代的に輸入しつつも独自性にもあふれる、「先鋭的なミュージックシーンの現在形を明確に提示している」アルバムであると評価する。また、FNMNLは同アルバムについて「衝動的で破壊的な楽曲から、甘くそしてどこか切ないダンスチューンまで振り幅広く、自分の世界に落とし込んでいる」とし、「それは10代という不安定な時期を過ごしている彼の人生の日々を追体験させてくれるくらい生々しい響きを持っている」と記す。
i-Dは「現代の日本ヒップホップ・シーンにあって、同年代の心情と彼らを包む時代感覚を誰よりもリアルに代弁し体現している」と語り、同誌のBob Yoshidaは彼が「リル・ウジ・ヴァートやトラヴィス・スコットのようなラッパーが、ロックスターのような荒々しさとヒップホップの枠をはみ出した音楽を追求し始めた時代とリンクしたアーティスト」であり、日本のティーンならば誰もが知るような「ラップ・スター」になる可能性を秘めていると述べている。
Zeebraは『!!!』収録の「Guess What?」を「ぶっ飛ばされた」と称賛し、「何を言っているのかさっぱり聞き取れない」自由さに驚愕したと語った。また、Mummy-Dは「すっげえフローを10代にされること」を「悔しいと思う」と評価している。
吉田雅史はLEXの楽曲は「英語にちゃんぽんされている日本語含め、海外の人が聞いても、この曲って英語も聞こえてくるけど別の言語も少し入ってるよね、くらいの感覚で聞ける」ものであり、「USメインストリーム的な音」で勝負していると評価している。つやちゃんはLEXが曖昧母音や、開音節から母音を引いて閉音節にする技法を尽くしながら、「日本語を崩していくアプローチに賭けている」のは間違いないとしつつ、『LOGIC』ではそれまで「閉音節を繋いできた」LEXが母音を強調するフレーズを用いていることに注目する。彼女は、LEXがときに「USのラップ、そのフロウを日本語に変換しているだけ」と非難されることに触れつつも、こうした彼の試みを「現代口語の最先端の実験」と評価している。
二木信はLEXを「2021年の顔」であると述べ、渡辺志保は、従来のトレンドになるラッパーが「マスに寄せていった」側面がある中で、LEXの「マスに寄せずに、ただ本人がカッコいいと思うことをやって、それが同世代の子たちの中でトレンドになっている」という例は、「ここ数十年の日本のヒップホップのトレンドの中でもあんまりなかったタイプ」であると語っている。

### 受賞歴
GQ JAPANのMen of the Year Breakthrough Artist 2021、Space Shower Music Awards 2022のBEST HIP HOP ARTIST部門、第41回ベストジーニスト2024 次世代部門を受賞している。

## ディスコグラフィ

### アルバム
| タイトル              | 発売日         | 備考                                      | 出典          |
| --------------------- | -------------- | ----------------------------------------- | ------------- |
| LEX DAY GAMES 4       | 2019年4月26日  |                                           | [ 4 ]         |
| !!!                   | 2019年12月21日 |                                           | [ 17 ]        |
| LiFE                  | 2020年8月26日  |                                           | [ 22 ]        |
| COSMO WORLD           | 2021年7月28日  | Only U、Yung sticky womとの共作アルバム。 | [ 26 ]        |
| LOGIC                 | 2021年9月29日  |                                           | [ 29 ]        |
| 20 (Complete Mixtape) | 2022年3月23日  |                                           | [ 32 ]        |
| King Of Everything    | 2023年1月25日  |                                           |               |
| Logic 2               | 2024年7月31日  |                                           | [ 38 ] [ 39 ] |

### 配信限定シングル
| 発売日         | タイトル                                        |
| -------------- | ----------------------------------------------- |
| 2018年10月9日  | Speed feat.Ken                                  |
| 2018年10月15日 | Captain Harlock (feat. TRASH ODE & Only U)      |
| 2018年11月1日  | ŻŻŻ Only U & LEX                                |
| 2018年11月17日 | Numb (feat. Fox4G)                              |
| 2019年1月31日  | SPEED STAR                                      |
| 2019年9月25日  | FLASH! (feat. Hezron)                           |
| 2019年11月13日 | GUESS WHAT? (feat. XakiMichele)                 |
| 2020年6月5日   | Welcome 2 The Party (feat. Shark kid)           |
| 2020年7月15日  | NiPPON (feat. Leon Fanourakis & SANTAWORLDVIEW) |
| 2020年8月5日   | Sexy!                                           |
| 2020年12月4日  | PAPA (feat. Hideyoshi)                          |
| 2020年12月11日 | NEVER LOSE / LEX & OZworld                      |
| 2021年1月27日  | TEAM / LEX, Yung sticky wom, Only U             |
| 2021年5月19日  | Loyalty                                         |
| 2021年6月4日   | ¥MillieBobbyBrown                               |
| 2021年8月4日   | なんでも言っちゃって (feat. JP THE WAVY)        |
| 2022年1月10日  | Japan                                           |
| 2022年4月29日  | 大金持ちのあなたと貧乏な私                      |
| 2022年7月6日   | HAVE A NICE DAY                                 |
| 2022年9月7日   | With U                                          |
| 2022年11月30日 | Come To My World / LEX & BEXEY                  |
| 2023年5月19日  | Dirty Diana / VLOT & LEX                        |
| 2023年7月12日  | 95 Project (Reprise) / LEX & KM                 |
| 2023年8月30日  | Rico                                            |
| 2023年10月11日 | 莉子                                            |
| 2024年1月17日  | この寒い夜だけ                                  |

### EP
| タイトル | 発売日        | 備考              | 出典   |
| -------- | ------------- | ----------------- | ------ |
| NEXT     | 2020年4月15日 |                   | [ 19 ] |
| LEXBEX   | 2021年7月8日  | Bexeyとの共作EP。 | [ 25 ] |